# David M. McIntosh
Pour les articles homonymes, voir McIntosh.
David Martin McIntosh, né le 8 juin 1958 à Oakland (Californie), est un homme politique américain. Membre du Parti républicain, il est élu pour l'Indiana à la Chambre des représentants des États-Unis de 1995 à 2001.

## Biographie
McIntosh est diplômé de l'université Yale en 1980 puis obtient un doctorat en droit à l'université de Chicago en 1983. Il est admis au barreau de l'Indiana avant d'occuper plusieurs postes de conseiller dans l'administration Reagan. Il préside notamment le conseil sur la compétitivité auprès du vice-président Dan Quayle.
Lors des élections de 1994, McIntosh se présente à la Chambre des représentants des États-Unis dans le 2e district de l'Indiana, autour de Muncie. Le démocrate sortant, Phil Sharp (en), n'est pas candidat à sa réélection. Dans un contexte national favorable au Parti républicain, il est élu avec 54,5 % des suffrages face au secrétaire d'État démocrate Joe Hogsett. Il est facilement réélu avec 57,8% des voix en 1996 et 60,6 % en 1998. Au Congrès, il se bat notamment contre des régulations fédérales, même en matière de santé et de sécurité. Pour ce faire, il souhaite supprimer les fonds des agences supposées faire respecter ces régulations.
En 2000, il renonce à son siège à la Chambre pour se présenter au poste de gouverneur de l'Indiana face au démocrate sortant Frank O'Bannon (en). Les sondages donnent une confortable avance à O'Bannon. McIntosh est largement battu par le démocrate, qui réunit environ 56,6 % des voix. Il est à nouveau candidat pour le poste en 2004, mais retire finalement sa candidature avant la primaire républicaine.
McIntosh tente un retour au Congrès en 2012. Il se présente dans le 5e district de l'Indiana où le républicain sortant Dan Burton n'est pas candidat. Il perd cependant la primaire, distancé de 1 010 voix par Susan Brooks.
En novembre 2014, il prend la présidence du Club for Growth (en), une association conservatrice. Le club, par le biais de son comité d'action politique, investit massivement lors des élections primaires du Parti républicain, en faveur de ses candidats favoris. Après l'élection de Donald Trump, sous la direction de McIntosh, l'association se réoriente et dépense davantage dans les élections générales pour défendre des sièges républicains ou conquérir des sièges démocrates.